# Martín Vari
Martín Vari (* 27. Februar 1982 in Argentinien) ist ein Kitesurfer und zweifacher Freestyle-Weltmeister der „Professional Kiteboard Riders Association“ (PKRA) im Kitesurfen (2001 und 2003).
Martin Vari betreibt das Kitesurfen seit 1999. 2007 gewann er den ersten PKRA Wave Contest.  Seine große Leidenschaft ist das Kitesurfen in Wellen und er zählt zu den Pionieren in dieser Disziplin.
2009 gründete Martin Vari seine eigene Firma „Vari Kites“, mit der er Kites und Kiteboards entwickelt und vertreibt.